# Французька Вікіпедія
Французька Вікіпедія — розділ Вікіпедії французькою мовою. Французьку Вікіпедію було відкрито в березні 2001 р. Це 4-й за кількістю статей розділ серед усіх Вікіпедій (після англійського, себуанського та німецького). 28 травня 2007 р. кількість статей перевищила 500 000. Наразі їхня кількість становить 2 673 499.
Французька Вікіпедія містить найбільшу кількість статей про комуни Франції.
За результатами I кварталу 2014 року, 71,7 % редагувань були здійсненими з території Франції, 6,4 % — Канади, 6,1 % — Бельгії.
За результатами I кварталу 2014 року, 67 % переглядів було здійснено з території Франції, 6,2 % — Канади, 4,8 % — Бельгії.

## Хронологія
2001

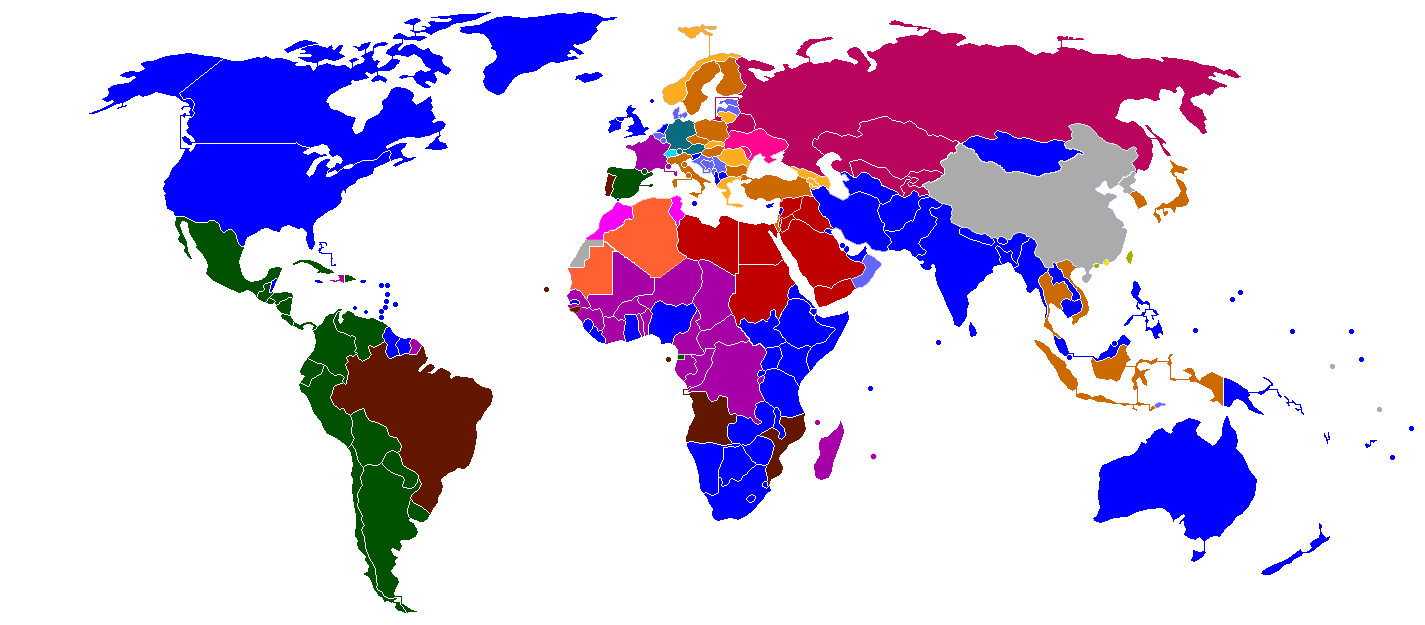
Домінування різних мовних розділів вікіпедії за відвідуваністю в країнах світу.
Синім кольором позначено англійську вікіпедію, зеленим — іспанську, фіолетовим — французьку, червоним — російську, коричневим — португальську, блакитним — німецьку, жовтим — китайську, помаранчевим — інші (домінують, як правило, в одній країні).
Світлим кольором позначено країни, у яких відвідуваність цього розділу становить менше 50 % відвідуваності всіх розділів вікіпедії.

- 19 травня: перші записи, що збереглися:
- 6 червня: уперше відома головна сторінка:  (За участю користувачів Valéry Beaud і Buzz).

2002
- Червень: новий логотип (зеленого кольору, який відрізнявся від логотипів у інших вікіпедіях), як ініціатива користувача Rinaldum. Такий автономістський крок критикували, адже попередньо не було консультацій з іншими французькими вікіпедистами, проте логотип залишили.
- Серпень: перші адміністратори, Anthere, Aoineko і Shaihulud призначені після незгод з користувачем Mulot. Перший IP заблоковано.
- 31 жовтня: почалася III фаза.
- Грудень: повідомляється про великий ріст активності. Це виявився серійний вандалізм бота і всі наступні відкоти. Після нового виду вандалізму було змінено ПЗ аби була можливість швидких відкотів (кнопка швидких відкотів доступна лише адміністраторам).

2003
- Січень: значне зменшення активності, переважно через уповільнення серверів, яке обмежило участь користувачів.
- 6 лютого: кольоровий «Путч» на головній сторінці: Перед → Після. Новий дизайн авторства Aoineko, потім використаний й іншими мовними розділами вікіпедії (включаючи польську та англійську вікіпедії).
- 7 лютого: 5000 статей.
- 19 лютого: 6000 статей.
- 7 березня: 7000 статей.
- 27 березня: 8000 статей.
- 13 квітня: переганяє польську і стає третьою найбільшою вікіпедією, після англійської й німецької із 9051 статтею.
- 15 травня: 10 000 статей.
- 18 травня: 100 000 переглядів головної сторінки з часу упровадження статистики.
- 7 липня: Вікіпедія має 20 000 сторінок, зокрема близько 12,800 статей.
- Середина липня: змінено механізм підрахунку статей. Згідно з ним тепер 13,789 статей.
- 5 серпня: 15 000 статей; понад 20 000 змін було зафіксовано після запровадження III фази ПЗ.
- 20 серпня: гальмування деяких функцій з метою підвищення продуктивності.
- 4 вересня: 16 000 статей.
- Жовтень: новий логотип.
- 3—11 листопада: Papotages — перший користувач, заблокований безстроково як автор значного і неодноразового вандалізму.
- 17 листопада: стаття Lorraine стала першою статтею тижня. 38 користувачів взяли участь в її редагуванні.
- 22 листопада: 20 000 статей.

2004
- 26 січня: 25 000 статей.
- 14 березня: 30 000 статей.
- Кінець березня: перейшли до кодування UTF-8.
- 1 травня: 35 000 статей.
- 16 червня: 40 000 статей.
- 23 липня: 45 000 статей.
- 29 серпня: 50 000 статей із nèfle.
- 2 листопада о 23:33: 60 000 статей із Lord Yarborough.
- 22 грудня: 70 000 статей із Borée.

2005
- 6 лютого: 80 000 статей.
- 14 березня: 90 000 статей.
- 21 квітня: 100 000 статей із Pierre Séguier.
- Червень: відкрито першу Atelier graphique (графічну лабораторію) для покращення завантажень картинок.
- 4 грудня: 200 000 статей із George Corliss.

2006
- 4 березня: 250 000 статей із John Anglin.
- 10 червня: 300 000 статей із Federal Government (Germany).
- 24 листопада: 400 000 статей із Neuropathie.

2007
- 2 травня: під час тогорічних французьких президентських дебатів[en] стаття про EPRs (Réacteur pressurisé européen) зазнає численних редагувань після помилки Ніколя Саркозі стосовно номера генерації (4 замість 3).[5]
- 28 травня: 500 000 статей із Aitken (cratère).
- 28 грудня: 600 000 статей із Python birman (Перший автор статті також є автором 250 000-ї статті[6])

2008
- 20 лютого: популярна французька енциклопедія Quid, скасовує своє видання 2008 року й стверджує, що падіння продажів спричинено змаганням із французькою вікіпедією[7].
- 30 серпня: 700 000 статей.

2009
- 14 січня: 750 000 статей
- 6 травня: 800 000 статей

2010
- 14 січня: 900 000 статей
- 23 вересня: 1 000 000 статей

2011
- 4 травня: 1 100 000 статей

2012
- 15 січня: 1 200 000 статей
- 30 вересня: 1 300 000 статей

2013
- 24 червня: 1 400 000 статей

2014
- 28 квітня: 1 500 000 статей

2018
- 8 липня: 2 000 000 статей

2023
- 19 грудня: французька Вікіпедія перевершила шведську Вікіпедію за кількістю статей, посівши 4-те місце серед усіх мовних розділів Вікіпедії.